# Убица 9. фебруар
Убица 9. фебруар је назив за серијског убицу који је убио две одрасле особе и једну новорођену бебу у периоду између 2006. и 2008. године. Његов идентитет никада није откривен. Свој надимак, добио је по томе што је све своје жртве убио 9. фебруара.
Године 2009. су сва убиства повезана помоћу ДНК анализе. Полиција је утврдила како је убица вероватно био у раним 20-има. Формирана је група од 8 осумњичених. Но ипак, од 2011. године случај се класификује као хладан случај.

## Жртве
- Сонија Мејиа, убијена је 9. фебруара 2006. године. У тренутку смрти имала је 29 година. Силована је и задављена.
- Дамијана Касило, задављена је у свом стану 9. фебруара 2008. године са 57 година.
- Новорођено дете, у старости од 5 или 6 месеци је нестало и никада није пронађено[3][4][5].